# Thin-le-Moutier
Pour les articles homonymes, voir Moutier (homonymie).
Thin-le-Moutier est une commune française, située dans le département des Ardennes en région Grand Est.

## Géographie

### Localisation
Thin-le-Moutier est une commune d'environ 600 habitants. Elle est située à vingt kilomètres au sud-ouest de Charleville-Mézières, entre Signy-l'Abbaye et Clavy-Warby.
Le village est parcouru par la rivière du Thin (prenant source à Thin-le-Moutier). Ses paysages sont vallonnés et riches en forêt (4 000 hectares de forêts, dont Froidmont, le Hailly), propices à la randonnée et à l'usage de VTT.

### Hydrographie
La commune est traversée par la ligne de partage des eaux entre  les bassins hydrographiques Rhin-Meuse et Seine-Normandie. Elle est drainée par le ruisseau le Thin, le ruisseau de This et le ruisseau du Fond de Gironval,.
Le ruisseau le Thin, d'une longueur de 22 km, prend sa source dans la commune de Dommery et se jette  dans la Sormonne à Haudrecy, après avoir traversé six communes. 

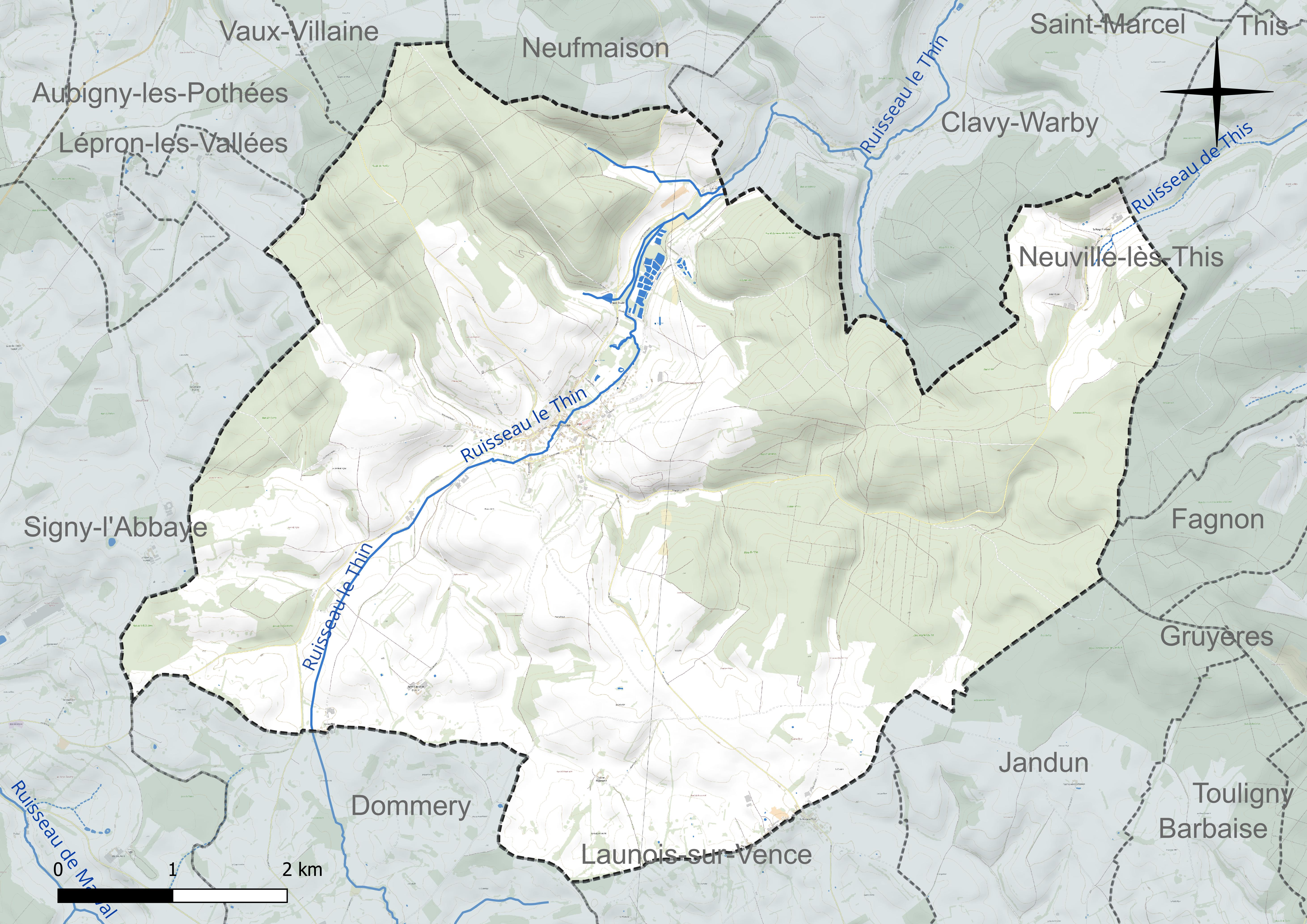
Réseau hydrographique de Thin-le-Moutier.

Le ruisseau de This, d'une longueur de 11 km, prend sa source dans la commune  et se jette  dans la Sormonne à Warcq, après avoir traversé six communes. 

### Climat
Pour des articles plus généraux, voir Climat du Grand Est et Climat des Ardennes.
En 2010, le climat de la commune est de type climat de montagne, selon une étude du Centre national de la recherche scientifique s'appuyant sur une série de données couvrant la période 1971-2000. En 2020, Météo-France publie une typologie des climats de la France métropolitaine dans laquelle la commune est exposée à un climat océanique altéré et est dans la région climatique  Nord-est du bassin Parisien, caractérisée par un ensoleillement médiocre, une pluviométrie moyenne régulièrement répartie au cours de l’année et un hiver froid (3 °C). 
Pour la période 1971-2000, la température annuelle moyenne est de 9,6 °C, avec une amplitude thermique annuelle de 15,4 °C. Le cumul annuel moyen de précipitations est de 954 mm, avec 14,3 jours de précipitations en janvier et 9,7 jours en juillet. Pour la période 1991-2020, la température moyenne annuelle observée sur la station météorologique de Météo-France la plus proche, « Signy-l'abbaye », sur la commune de Signy-l'Abbaye à 6 km à vol d'oiseau, est de 10,2 °C et le cumul annuel moyen de précipitations est de 1 060,5 mm. 
La température maximale relevée sur cette station est de 40 °C, atteinte le 25 juillet 2019 ; la température minimale est de −20,5 °C, atteinte le 17 janvier 1985,,. 
Les paramètres climatiques de la commune ont été estimés pour le milieu du siècle (2041-2070) selon différents scénarios d'émission de gaz à effet de serre à partir des nouvelles projections climatiques de référence DRIAS-2020. Ils sont consultables sur un site dédié publié par Météo-France en novembre 2022.

## Urbanisme

### Typologie
Au 1er janvier 2024, Thin-le-Moutier est catégorisée commune rurale à habitat dispersé, selon la nouvelle grille communale de densité à 7 niveaux définie par l'Insee en 2022.
Elle est située hors unité urbaine. Par ailleurs la commune fait partie de l'aire d'attraction de Charleville-Mézières, dont elle est une commune de la couronne,. Cette aire, qui regroupe 132 communes, est catégorisée dans les aires de 50 000 à moins de 200 000 habitants,.

### Occupation des sols
L'occupation des sols de la commune, telle qu'elle ressort de la base de données européenne d’occupation biophysique des sols Corine Land Cover (CLC), est marquée par l'importance des territoires agricoles (51,5 % en 2018), une proportion sensiblement équivalente à celle de 1990 (50,8 %). La répartition détaillée en 2018 est la suivante : 
forêts (45,2 %), prairies (28 %), terres arables (22,2 %), zones humides intérieures (1,4 %), zones agricoles hétérogènes (1,2 %), zones urbanisées (1 %), milieux à végétation arbustive et/ou herbacée (0,9 %). L'évolution de l’occupation des sols de la commune et de ses infrastructures peut être observée sur les différentes représentations cartographiques du territoire : la carte de Cassini (XVIIIe siècle), la carte d'état-major (1820-1866) et les cartes ou photos aériennes de l'IGN pour la période actuelle (1950 à aujourd'hui).

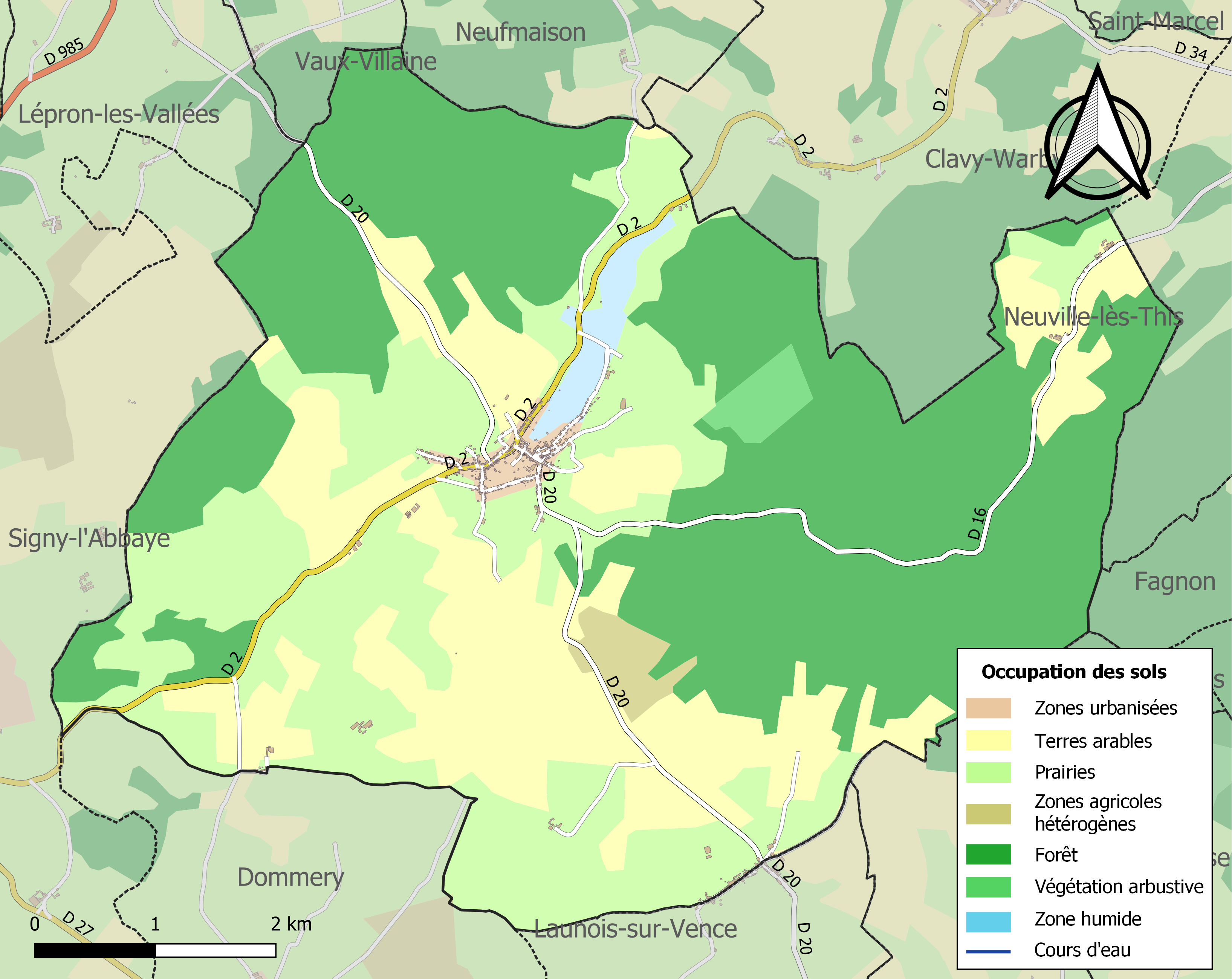
Carte des infrastructures et de l'occupation des sols de la commune en 2018 (CLC).

## Toponymie
Le nom de la localité est attesté sous la forme « De nemore yero quod defoisium dicitur a priore de Tino, (De la forêt lero, qui est appelé dephoisium par le prieur de Tino) » en 1227.
Thin est issu son d'un hydronyme du ruisseau y prenant sa source au lieu-dit "La Grand-fontaine", et s'écoulant, en ce lieu,. 
Le Moutier vient de l'origine du bourg, un établissement de moines (Moutier = monastère). Ce mot, issu du latin monasterium, par différentes modifications phonétiques ; monestier passant à monstier puis à l’ancien français mostier et à moutier. En tant que déterminant, cette forme apparait au singulier dans Thin-le-Moutier.

## Histoire
Un poste militaire et une fabrique d'armes auraient été établis par les romains.
Un cimetière mérovingien a été découvert en 1970 au lieu-dit la Forge Maillard, entre Thin-le-Moutier et Neuville-lès-this et plus précisément à la Côte du pré des Sens (de l'autre côté de la D 16 par rapport au hameau). Ce cimetière a fait l'objet de fouilles systématiques de 1971 à 1974. Soixante-trois tombes orientées vers le nord-est ont été trouvées, avec des armes, des boucles de ceinture, des poteries, des parures, et des monnaies, dont l'une de Lucius Verus. Ce cimetière a été utilisé du VIe au début du VIIIe siècle, prouvant l'existence d'une communauté installée sur place dès cette époque.
En l'an 959, un prieuré et un monastère (moustier) sont créés en l'emplacement actuel de la commune, par le chapitre de Reims, qui venait d'acquérir une maison en ce lieu,.
Ce prieuré, placé sous l’invocation de saint Quentin, est dû à la générosité du comte Étienne et de son épouse Frédevide. Saint Gérard de Brogne (aujourd’hui Saint-Gérard, en Belgique) y envoie huit religieux sous la conduite d’un nommé Letaud.
En 1216, Nicolas de Rumigny renonce à la moitié de l’avouerie du lieu en faveur de Roger, sire de Rozoy, son cousin. (ce dernier était le fils de Julienne de Rumigny).
L’église primitive fut construite au XIIe siècle en s’adossant au prieuré construit en 959. Les reliques de sainte Berlande y étaient honorées.
En 1525, les moines du prieuré vendirent une partie de leurs terres, pour contribuer au paiement de la rançon de François Ier. La famille de Maillart, seigneurs ardennais d'origine liégeoise, s'installe au fond d'une vallée, au pied de pentes boisées, et donne son nom au hameau, La Forge-Maillart ou Forge-Maillard. À la maison, grange, et étable est accolé un château. La famille d'Argy puis des Verrières succèdent aux Maillart. Au XVIIe siècle, une fabrique de poterie en grès est installée dans ce hameau. L'ensemble est vendu comme bien national à la Révolution, et transformé en exploitation agricole.
Un autre château, situé dans le bourg principal, devint la résidence de la famille d'Escannevelle au XVIe et XVIIe siècles. L'église fut construite au XVe siècle, puis modifiée au XVIIIe.
Le prieuré, situé dans le village principal, est vendu lui aussi comme bien national, mais l'acquéreur ne pouvant payer son bien, il doit être revendu aux enchères. Le nouvel acheteur est un citoyen de Paris, Jean-Nicolas Pache. Il deviendra un révolutionnaire actif et sera élu maire de Paris. Puis, arrêté, libéré et de nouveau inquiété durant la Terreur blanche, il viendra s'installer en sa propriété plus paisible de Thin-le-Moutier. Il y décédera en 1823.
En 1814, 1815, 1870, 1914-1918, 1939-1945, à chacun de ces conflits, le village est envahi et occupé.
Le 27 août 1914, la troisième armée allemande, commandée par le général Max Clemens Lothar von Hausen, repoussa l'armée française à L'Échelle et Rimogne et rentra dans Thin-le-Moutier le lendemain, faisant dix tués. Une occupation de quatre ans commença. Le meunier belge du moulin à grains de Gironval détruisit les meules et les jeta dans la rivière en disant : « le moulin de Gironval ne travaillera pas pour les Allemands ! ». C’était  le 28 août 1914, et ce fut le dernier jour de fonctionnement du moulin. La bataille faisait rage à proximité, à la Fosse-à-eau. Zouaves et tirailleurs algériens de la division marocaine, en larges culottes blanches, ceinture bleue ou rouge, chéchia écarlate, chargèrent l'ennemi, pour tenter de stopper son avancée. Les pertes furent lourdes.
Au début de la Seconde Guerre mondiale, le 12 mai 1940, le village fut bombardé et une ferme, la ferme Millet, incendiée. Dès le lendemain, la population évacua le village, une évacuation prévue de longue date. Le 16 mai 1940, les Allemands entrèrent dans la commune pratiquement vide. Le maire, Paul Lapierre, revint sur place quelques jours plus tard. Thin-le-Moutier s'installa pour une nouvelle occupation de quatre années.
La fin de l'année 1944 et l'année 1945 furent également mouvementées. En novembre 1944, un missile V1 s’abattit à 500 mètres du village, dans les champs fort heureusement. Des carreaux furent brisés, de vieux bâtiments ébranlés, dont l’église. Trois mois plus tard, le 3 février 1945, un avion de la Royal Air Force tombait lui aussi à proximité de la localité, lézardant les murs. La chute de ce V1 et de cet avion furent probablement à l'origine de l'écroulement du fond de l'église, le 5 février 1945, faisant deux morts.
Thin-le-Moutier était située sur la ligne ferroviaire Wassigny/ Mézières par Signy-l’Abbaye, ouverte en 1897. Le service voyageur s’arrêta en 1947. Le service marchandises cessa à la fin des années 1950.
La ferme Adnet, installée au nord de la commune, sur le bâtiment du moulin de Gironval, a été rachetée et est devenue une ferme auberge.

## Vie locale

### Commerces et activités
Le village comprend une boulangerie, une boucherie, une alimentation-presse, et une ferme auberge. On dénombre également treize exploitations agricoles, dont huit dans le village.
On retrouve un reflet de l'activité du village dans un film intitulé : travaux des champs,Thin le Moutier 1960, en 16mm, de René Raulet, instituteur à Thin-le Moutier jusqu’en 1943, sur la plateforme YouTube 

### Associations
La commune compte de nombreuses associations tel qu'un club de football [le Thin-A.C], un club de tir (champion de France UFOLEP 2000 et 2009, la plus grosse école de tir UFOLEP du département), de tennis, de gymnastique, d'échecs, une société de pêche, de chasse, etc.
L’association Espoir  "Athlétic Club Thin le Moutier" est une association loi de 1901 déclarée à la préfecture des Ardennes le 13 octobre 1943. Lors de sa création, elle avait pour but la pratique des exercices physiques et notamment le football, le ping-pong, la natation, le basket-ball, le volley-ball, le cyclisme, les boules, athlétisme, la préparation militaire et tir, jeux récréatifs et théâtrales, éducation physique et sportive scolaire, groupement de jeunesse... Aujourd’hui, l’association a pour seul but, la pratique du tir sportif, de loisir et de compétition dans les disciplines régies par la Fédération française de tir et l’UFOLEP.
Un groupe de recherche sur l’histoire de Thin-le-Moutier organise également des manifestations, telle l’exposition du 11 au 13 novembre 2011 sur le passage des spahis à Thin-le-Moutier en 1940.

### Fêtes patronales
La jeunesse de Thin-le-Moutier organise ses propres bals publics. Cette fête se déroule deux fois par an, le premier week-end de juin, et en novembre.Le rendez-vous de juin rassemble des étudiants venus de tous les coins des Ardennes pour célébrer l'arrivée des vacances. Et en 2010, le bal en salle du samedi 13 novembre a réuni plus de 600 personnes.

## Politique et administration
| Période                                  | Période                   | Identité                                              | Étiquette | Qualité |
| ---------------------------------------- | ------------------------- | ----------------------------------------------------- | --------- | ------- |
| vers 1888                                |                           | Augustin Decq                                         |           | Notaire |
| Mars 2001                                | Mars 2005                 | Pierre Henry                                          |           |         |
| Mars 2005                                | En cours (au 23 mai 2020) | Jean François Marteaux Réélu pour le mandat 2020-2026 |           |         |
| Les données manquantes sont à compléter. |                           |                                                       |           |         |

## Démographie
L'évolution du nombre d'habitants est connue à travers les recensements de la population effectués dans la commune depuis 1793. Pour les communes de moins de 10 000 habitants, une enquête de recensement portant sur toute la population est réalisée tous les cinq ans, les populations de référence des années intermédiaires étant quant à elles estimées par interpolation ou extrapolation. Pour la commune, le premier recensement exhaustif entrant dans le cadre du nouveau dispositif a été réalisé en 2005.

En 2022, la commune comptait 682 habitants, en évolution de +8,95 % par rapport à 2016 (Ardennes : −2,97 %, France hors Mayotte : +2,11 %).
| 1793 | 1800 | 1806  | 1821  | 1831  | 1836  | 1841  | 1846  | 1851  |
| ---- | ---- | ----- | ----- | ----- | ----- | ----- | ----- | ----- |
| 856  | 918  | 1 052 | 1 121 | 1 337 | 1 440 | 1 451 | 1 597 | 1 659 |

| 1866  | 1872  | 1876  | 1881  | 1886  | 1891  | 1896 | 1901 | 1906 |
| ----- | ----- | ----- | ----- | ----- | ----- | ---- | ---- | ---- |
| 1 386 | 1 394 | 1 303 | 1 173 | 1 106 | 1 042 | 968  | 891  | 896  |

| 1911 | 1921 | 1926 | 1931 | 1936 | 1946 | 1954 | 1962 | 1968 |
| ---- | ---- | ---- | ---- | ---- | ---- | ---- | ---- | ---- |
| 851  | 710  | 709  | 671  | 637  | 632  | 564  | 613  | 589  |

| 1975 | 1982 | 1990 | 1999 | 2005 | 2006 | 2010 | 2015 | 2020 |
| ---- | ---- | ---- | ---- | ---- | ---- | ---- | ---- | ---- |
| 507  | 472  | 496  | 493  | 568  | 581  | 557  | 621  | 648  |

| 2022 | - | - | - | - | - | - | - | - |
| ---- | - | - | - | - | - | - | - | - |
| 682  | - | - | - | - | - | - | - | - |

## Culture locale et patrimoine

### Lieux et monuments

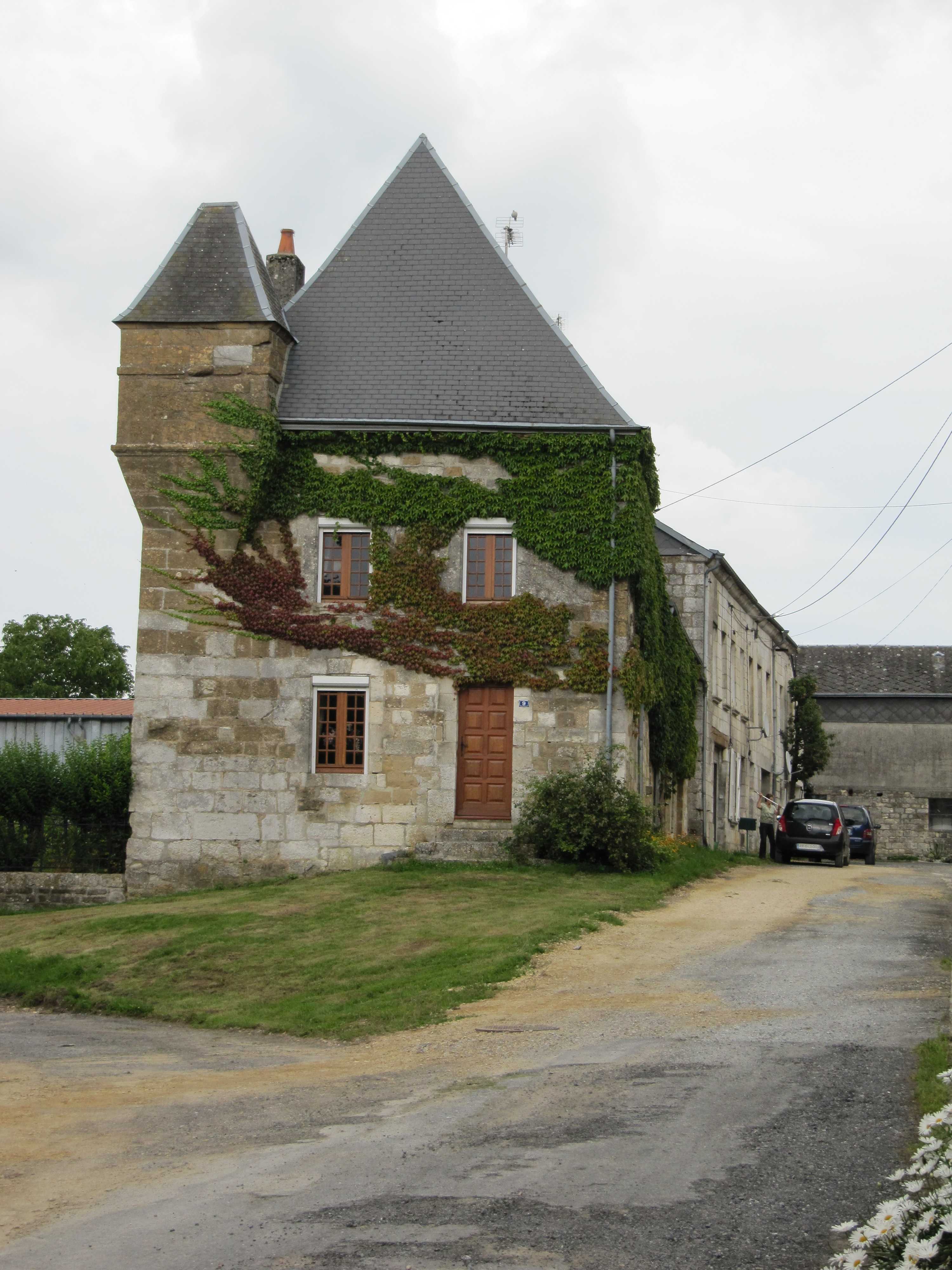
Maison de Jean-Nicolas Pache, ministre de la Guerre et maire de Paris pendant la Révolution.

- Église Saint-Quentin de Thin-le-Moutier du XVe siècle.
- Vierge de Froidmont, située dans la forêt au-dessus de Thin-le-Moutier vers Clavy-Warby.
- Maison de Jean-Nicolas Pache.
- Vestiges du donjon de plan barlong, élément subsistant de l'ancien château situé dans le village.
- Motte de Chantereine, que Michel Bur fait remonter à avant 971[34].
- Vestiges du château de La Forge-Maillart (tour ronde en mauvais état).

### Personnalités liées à la commune
- Jean-Nicolas Pache (1746-1823), homme politique actif sous la Révolution, y est mort.
- Jean-Antoine Leclerc de Milfort (1752-1820), aventurier puis général de l'armée française, né à Thin-le-Moutier.
- Camille Lassaux, né en 1890 à Thin-le-Moutiers, a été maire de Rethel de 1945 à sa mort en 1969 et président du conseil général des Ardennes de 1955 à 1967[réf. nécessaire].

### Héraldique
| Armes de Thin-le-Moutier | Les armes de Thin-le-Moutier se blasonnent ainsi : D'azur au tau droit fleuronné d'argent adextré d'une crosse abbatiale d'or et senestré d'une francisque contournée du même. |